# ロシア版ホームズ
ロシア版ホームズ（ろしあばんほーむず）とは、1979年から1986年にかけてソ連のレンフィルム映画スタジオで制作され同国国営テレビで放映された、イーゴリ・マスレンニコフ監督によるシャーロック・ホームズもののテレビ放映用の長編劇映画シリーズの総称。ロシアでは「ロシア語シャーロック・ホームズ」（ロシア語: русский Шерлок Холмс ルスキィ シャーロク ホームス）と呼ばれている。

## 概要
ロシア版ホームズはソ連時代の人気「連続テレビ映画（многосерийный телефильм）」の一つだが、同ジャンルの他の作品と違って政治色皆無である点が注目される。全作品が映画用の35mmフィルムで撮影されており、技術的には劇場公開が可能だった。実際に第一作『シャーロック・ホームズとワトソン博士』は1980年3月に、テレビ放映に先立ち小規模に劇場公開されている。また、第五作の『20世紀が始まる』は一部再編集を経て『20世紀のシャーロック・ホームズ』のタイトルで先行公開された。
シリーズは全部で5本あり、それぞれが二部構成または三部構成の2時間半から3時間の長編である。いずれもアーサー・コナン・ドイルの原作にかなり忠実に作られており、冷戦時代の80年代前半に本場イギリスでテレビ放映された作品もある。英語圏では2000年代を通じて再評価が進み、2007年にドイルのホームズ・シリーズ誕生120周年を記念してニュージーランドが発行したミント銀貨には主演のワシーリー・リヴァーノフ（ホームズ）やヴィターリー・ソローミン（ワトソン）、ゲスト出演のニキータ・ミハルコフ（ヘンリー・バスカヴィル卿）をモデルとした登場人物達の肖像が刻印されていた。また、これに先立つ2006年、主演のリヴァーノフは大英帝国名誉勲章を授与されている。2011年にはロシアで『名探偵シャーロック・ホームズ』が制作されており、ロシア版ホームズと類似したシーンが度々登場する。
また、最近では日本でも第一作から第三作までの3本がDVDソフト化され、シャーロキアンによる評価も行われている。
全5作のタイトルと、放映時間（上映時間）、制作年度は以下の通り。
1. 『シャーロック・ホームズとワトソン博士』、134分、1979年
2. 『シャーロック・ホームズとワトソン博士の冒険』、193分、1980年
3. 『シャーロック・ホームズとワトソン博士の冒険：バスカヴィル家の犬』、147分、1981年
4. 『シャーロック・ホームズとワトソン博士の冒険：アグラの財宝』、146分、1983年
5. 『シャーロック・ホームズとワトソン博士の冒険：20世紀が始まる』、150分、1986年